# Dammbach

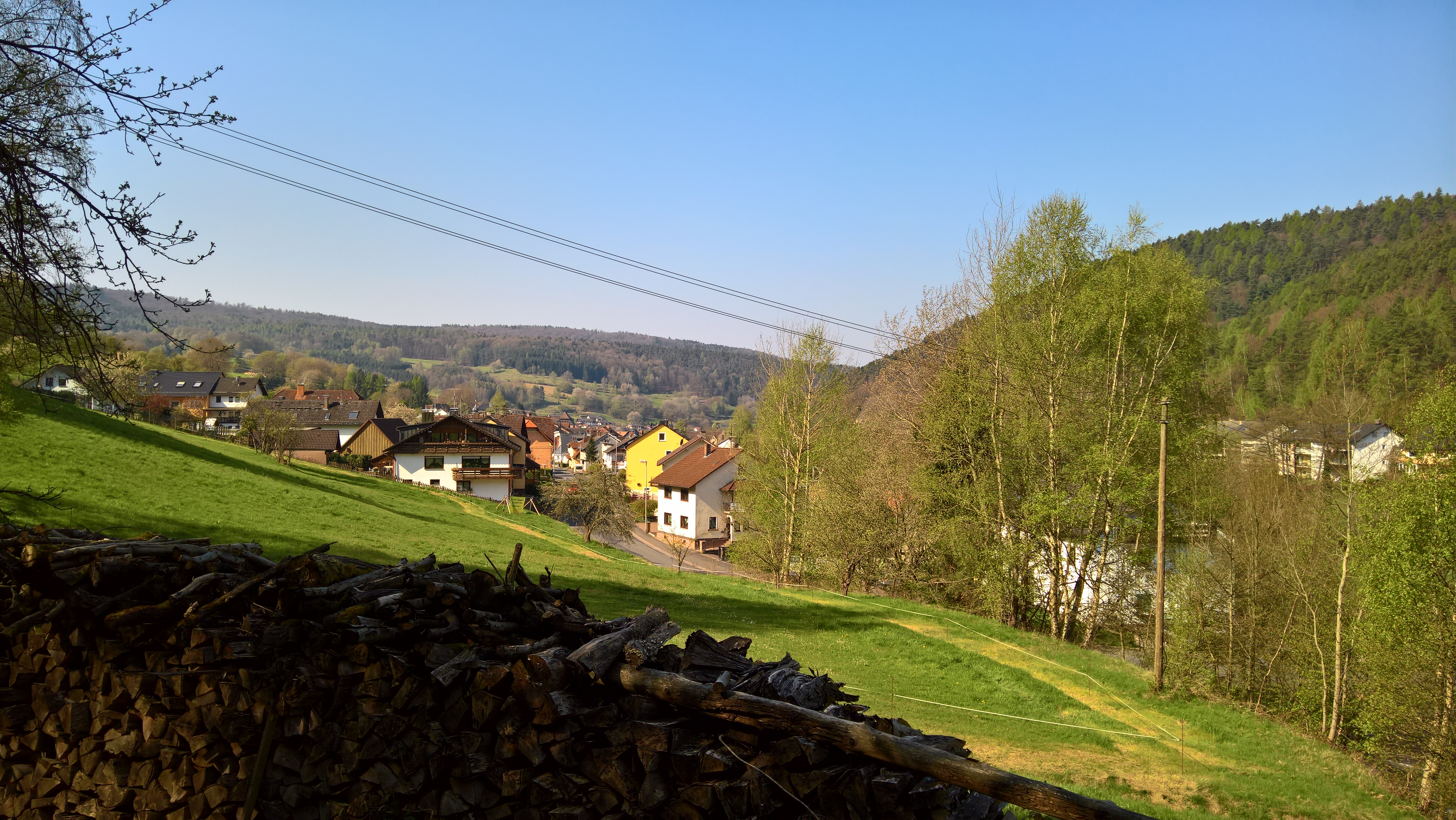
Blick ins Dammbachtal in den Gemeindeteil Krausenbach

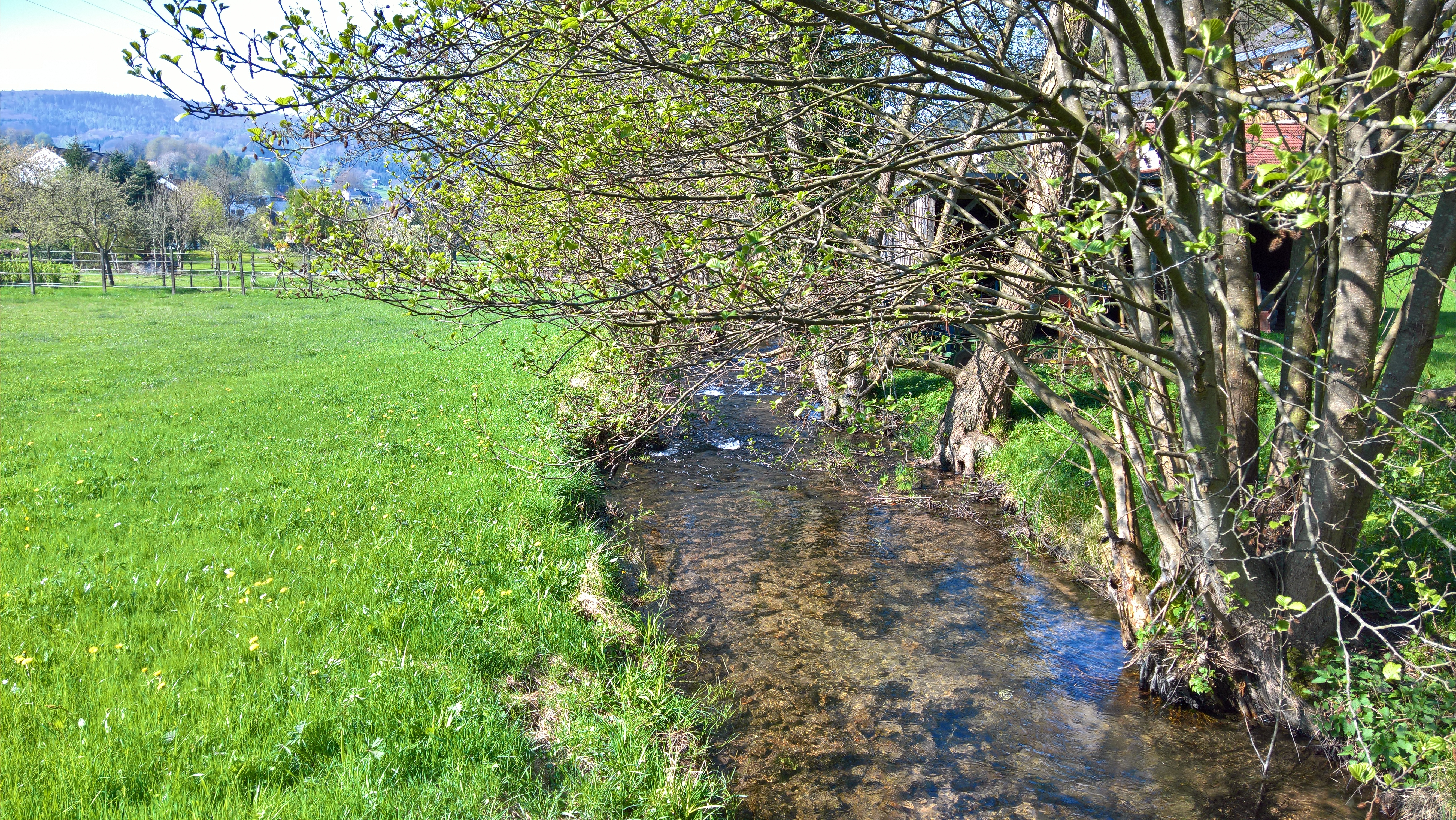
Der namensgebende Dammbach beim Ortseingang Richtung Krausenbach nahe Ferschenmühle und abgegangenen Schloss Herbroch

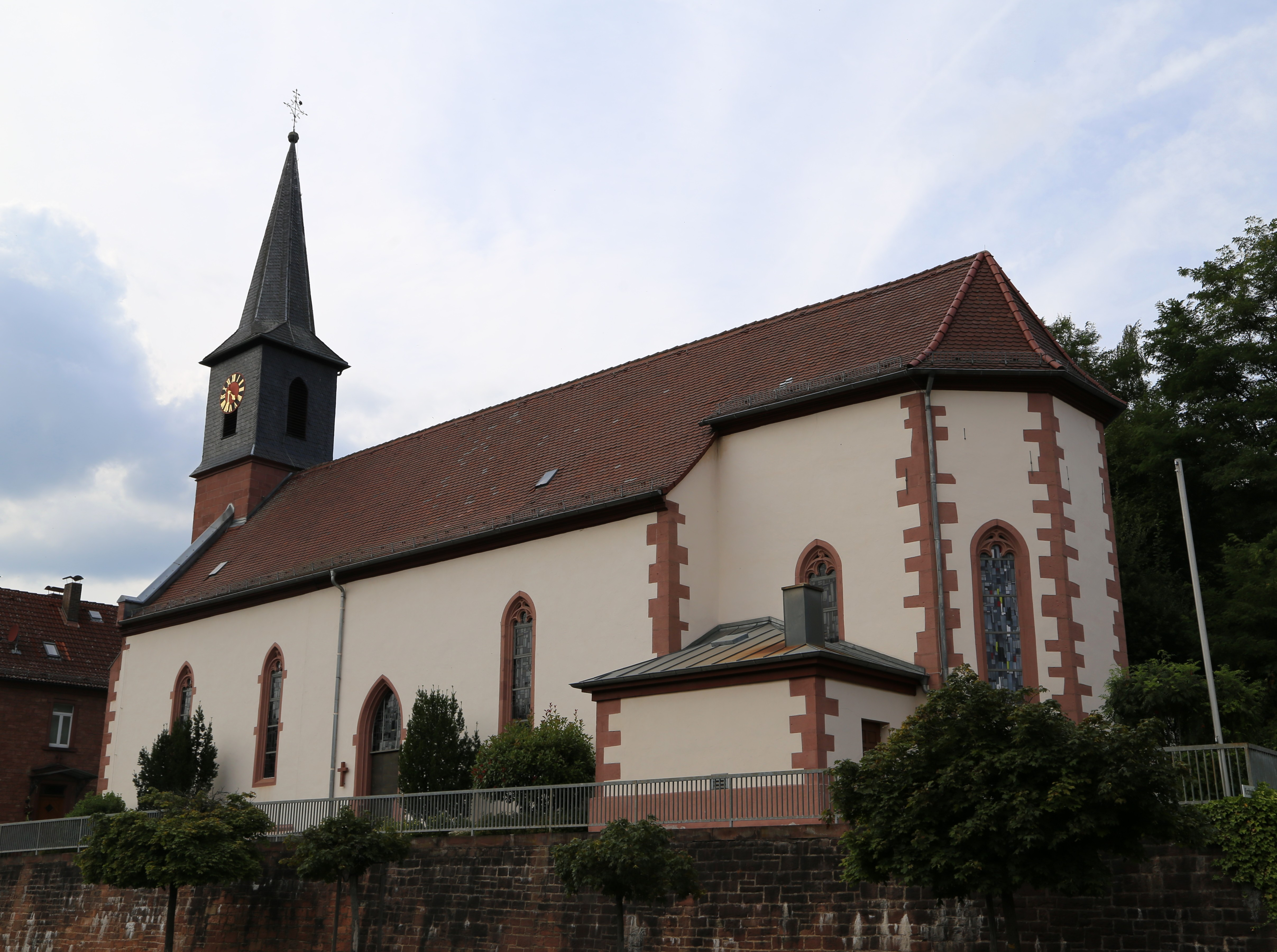
Katholische Pfarrkirche St. Valentin im Gemeindeteil Wintersbach

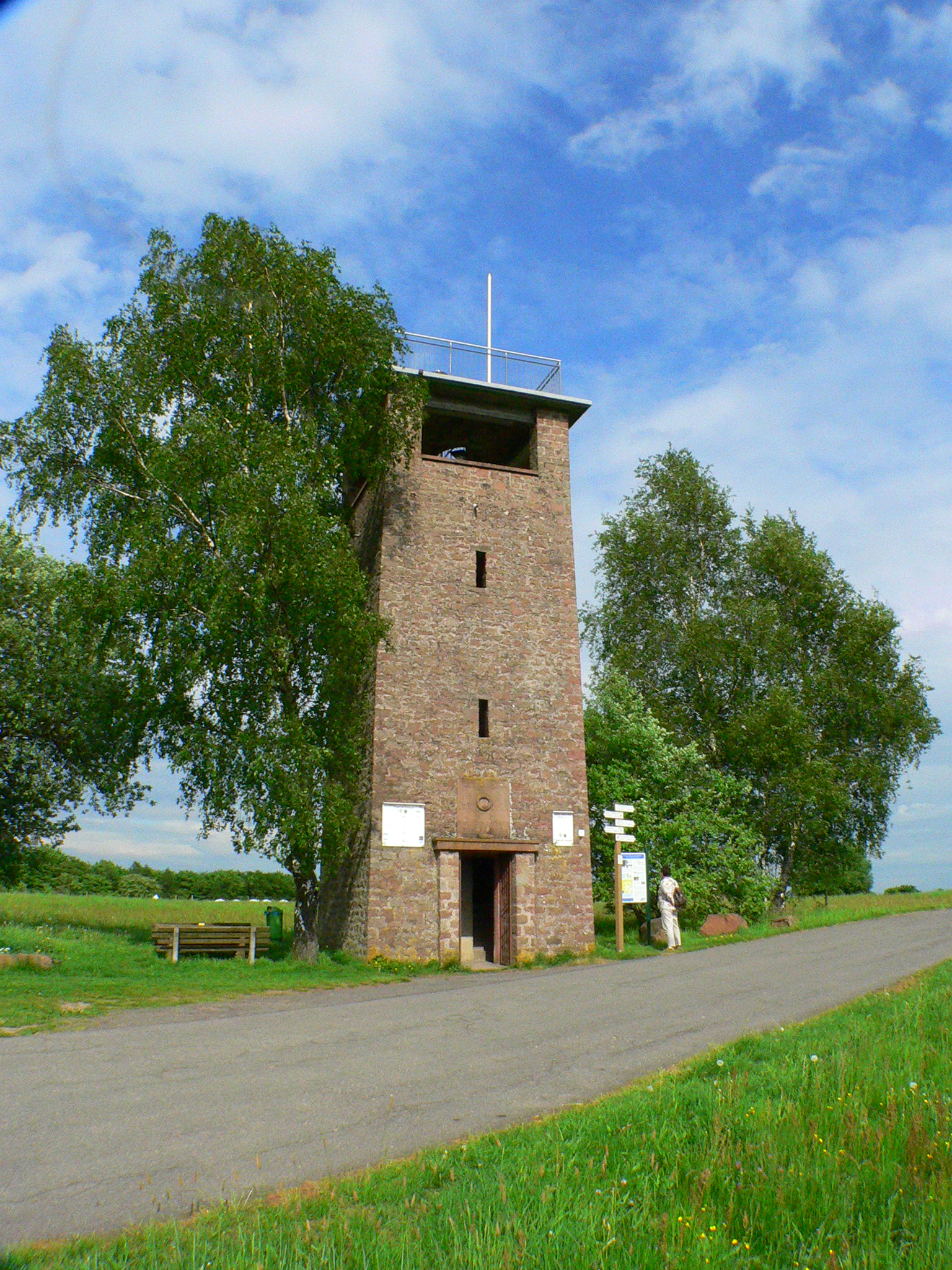
Der Keller-Turm auf der Geishöhe (Oberwintersbach)

Dammbach ist eine Gemeinde im unterfränkischen Landkreis Aschaffenburg und ein Mitglied der Verwaltungsgemeinschaft Mespelbrunn mit Sitz in Heimbuchenthal.

## Geografie

### Geografische Lage
Die Gemeinde liegt im Zentrum des Spessarts, im sogenannten Hochspessart.
Der Dammbach entspringt nahe Rohrbrunn und hat viele kleine Nebenflüsschen. Der topographisch höchste Punkt der Gemeinde befindet sich mit etwa 566 m ü. NHN (Lage) östlich von Krausenbach nahe dem Gipfel des Querberges, der niedrigste liegt am Neuhammer am Dammbach auf 191 m ü. NHN (Lage).

### Gemeindegliederung
Es gibt acht Gemeindeteile (in Klammern ist der Siedlungstyp angegeben):
- Hundsrück (Einöde)
- Krausenbach (Kirchdorf)
- Neuhammer (Weiler)
- Oberkrausenbach (Einöde)
- Oberschnorrhof (Einöde)
- Oberwintersbach (Weiler)
- Unterschnorrhof (Einöde)
- Wintersbach (Pfarrdorf)

In den letzten Jahren hat die Gemeinde Dammbach nahe beim Gemeindeteil Wintersbach eine Wochenendsiedlung ausgewiesen, in dem inzwischen mehr als 100 Wochenend- und Ferienhäuser errichtet sind.
Es gibt die Gemarkungen Krausenbach, Krausenbacher Forst, Wintersbach und Rohrbrunner Forst. Das damalige gemeindefreie Gebiet Krausenbacher Forst wurde 2008 nach Dammbach eingemeindet, zum 1. Februar 2021 wurden Teilflächen des gemeindefreien Gebietes Rohrbrunner Forst in die Gemeinde Dammbach umgegliedert.

### Nachbargemeinden
| Gemeinde Heimbuchenthal |                                             | Rohrbrunner Forst (Gemeindefreies Gebiet) |
|                         | Kompassrose, die auf Nachbargemeinden zeigt |                                           |
| Markt Eschau            |                                             | Gemeinde Altenbuch                        |

## Name
Der Ortsname stammt vom gleichnamigen Dammbach, der am Neuhammer der Elsava zufließt.

## Geschichte

### 20. Jahrhundert
Im Jahr 1991 konnte die Gemeinde das Fest „750 Jahre Dörfer im Dammbachtal“ feiern, zu dem die Gemeinde das Heimatbuch „Dammbach 1241–1991“ herausgegeben hat.

### Eingemeindungen
Die Gemeinde entstand am 1. Juni 1976 im Zuge der Gebietsreform in Bayern aus den Gemeinden Wintersbach und Krausenbach. Da beide Gemeindeteile im Dammbachtal liegen, lag es nahe, dass man als gemeinsamen Ortsnamen Dammbach wählte. Am 1. Januar 2008 vergrößerte sich das Gemeindegebiet durch die Eingliederung des Krausenbacher Forstes.

### Einwohnerentwicklung
Im Zeitraum 1988 bis 2018 stagnierte die Einwohnerzahl, d. h. konkret sank sie von 1855 auf 1846 um 9 Einwohner bzw. um 0,5 %. 1994 hatte die Gemeinde zwischenzeitlich 2033 Einwohner. 
Quelle: BayLfStat

## Politik

### Gemeinderat
Die Kommunalwahlen seit 2014 erbrachten folgende Ergebnisse:
| Partei/Liste                 | 2020    | 2020    | 2014    | 2014    |
| Partei/Liste                 | %       | Sitze   | %       | Sitze   |
| ---------------------------- | ------- | ------- | ------- | ------- |
| CSU/Freie Wählergemeinschaft | 46,15   | 6       | 48,89   | 6       |
| Unparteiische Wählergruppe   | 53,85   | 6       | 51,11   | 6       |
| Wahlbeteiligung              | 74,12 % | 74,12 % | 71,43 % | 71,43 % |

### Bürgermeisterin
Seit Mai 2020 ist Waltraud Amrhein (UWG) Erste Bürgermeisterin, sie wurde am 15. März 2020 mit 52,1 % der gültigen Stimmen gewählt. Deren Vorgänger war Roland Bauer (CSU/Freie Wählergemeinschaft), im Amt von Mai 2002 bis April 2020.

### Wappen
| Wappen von Dammbach | Blasonierung: „Durch einen erhöhten silbernen Wellenbalken geteilt: oben in Rot zwei schräg gekreuzte silberne Eichenblätter und eine silberne Eichel, unten gespalten, vorne siebenmal von Rot und Gold geteilt, hinten in Blau ein silberner Schräglinksbalken, der mit drei blauen Ringen belegt ist.“ |
| Wappen von Dammbach | Wappenbegründung: Die Gemeinde Dammbach besteht seit 1976 aus den Gemeinden Krausenbach und Wintersbach. Der Wellenbalken stellt die geografische Lage der Gemeinde am Dammbach dar, von dem sich auch der Ortsname ableitet. Die Eichenblätter und die Eichel symbolisieren die Lage der Gemeinde im Hochspessart. Die Teilung von Rot und Gold ist das Wappen in geminderter Form der Grafen von Rieneck, in deren Besitz Krausenbach war. Der Schräglinksbalken mit den drei blauen Ringen ist das Wappen der Echter von Mespelbrunn und erinnert an deren Herrschaft in Wintersbach. Sie erbauten um 1415 die Kirche in Wintersbach und stifteten 1584 ein Spital. Das Wappen wurde am 22. Juli 1988 verliehen. |

## Kultur und Sehenswürdigkeiten

### Passionsspiele
Seit 2001 werden in Dammbach Passionsspiele aufgeführt. Weitere Aufführungen gab es in den Jahren 2004, 2009, 2014 und 2019. Im Jahr 2017 wurden die Spiele mit dem Heimatpreis Bayern ausgezeichnet.

### Baudenkmäler

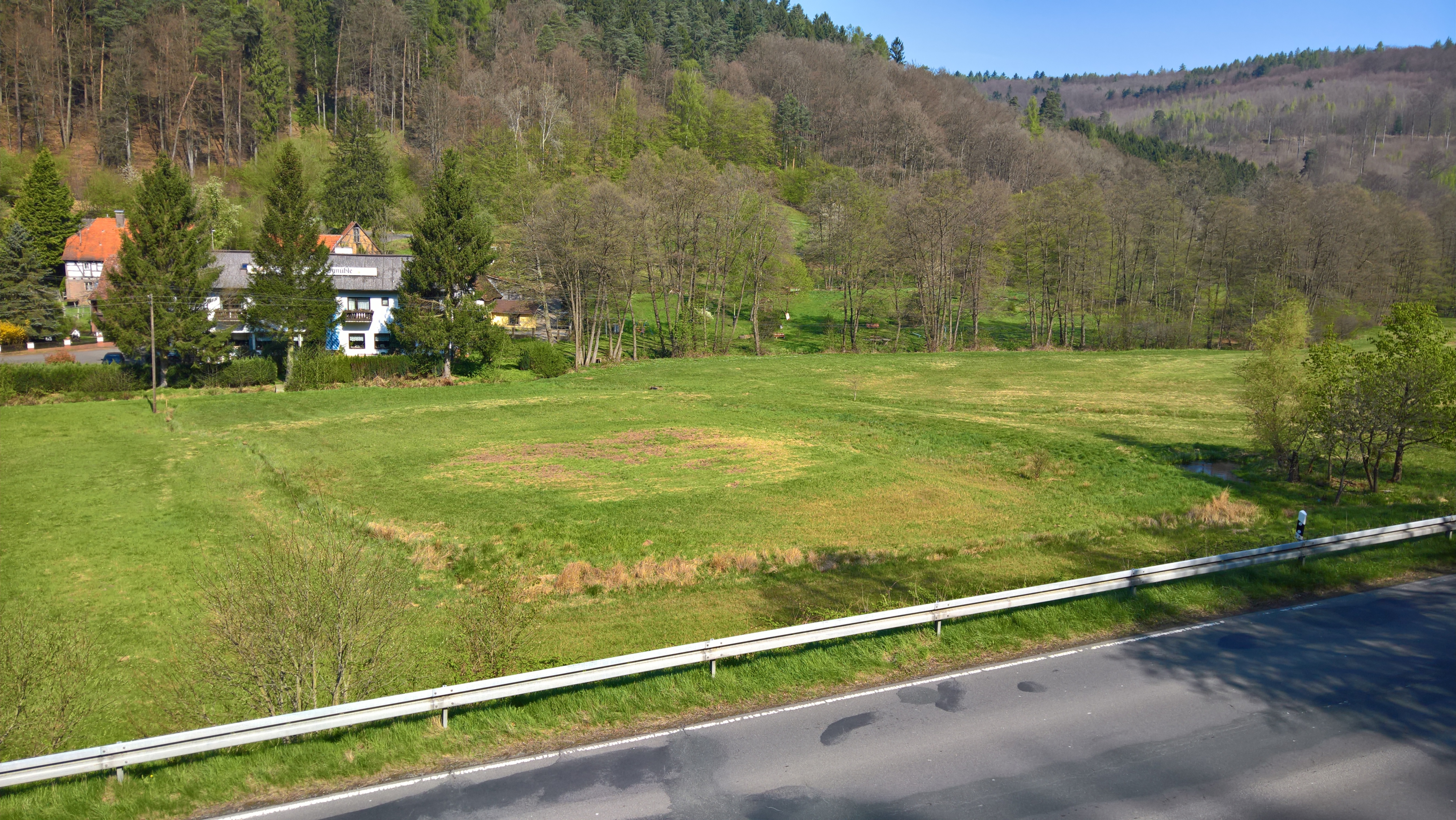
Der Burgstall im Wiesengrund, hinter dem Dammbach die Gebäude des Unterschnorrhofes und der Ferschenmühle (heute Gaststätte)

Am Ortsausgang von Dammbach-Krausenbach ins obere Dammbachtal liegt gegenüber dem Unteren Schnorrhof / Gaststätte Ferschenmühle im Wiesengrund zur Straße hin das Bodendenkmal Burgstall Unterschnorrhof (auch Schloss Herbroch genannt).

## Verkehr
In Dammbach befindet sich das Funkfeuer mit Rufzeichen PSA einer internationalen Luftstraße.

## Sonstiges
Seit dem 1. Dezember 2006 erhebt die Gemeinde eine Zweitwohnungsteuer.